# Санта Монтефјоре
Санта Монтефјоре (енгл. Santa Montefiore, рођена као Палмер-Томкинсон; рођена је 2. фебруара 1970) британски је аутор и супруга Сајмона Сибага Монтефјореа.

## Младост
Санта Монтефјоре је рођена као Санта Палмер-Томкинсон 2. фебруара 1970. у Винчестеру. Њени родитељи су Charles Palmer-Tomkinson, некадашњи Високи шериф Хемшира, и Patricia Palmer-Tomkinson (рођена Давсон), англо-аргентинског порекла. Њен отац и остали чланови њене породице представљали су Велику Британију у скијању на олимпијском нивоу. Породица Палмер-Томкинсон значајни су власници земљишта у Хемпширу и Лестерширу. 
Имала је сестру Тару Палмер-Томкинсон, познату као „друштвењак“    и добротворна покровитељица. 
Санта Монтефјоре је рекла да јој је одрастање на породичној фарми дало "идилично детињство Ласте и Амазонке".   Школовала се у школи Ханфорд од осме до дванаесте године.  Потом је похађала школу за девојке Схорборн у Дорсету, где је у шестом разреду постала шеф своје куће (улога одговорна слично префекту) и касније потпредседница школе. Студирала је шпански и италијански језик на Универзитету Екетер.

## Каријера
Пре објављивања било каквих романа, радила је у Лондону, прво у односима с јавношћу за снабдевача Swaine Adeney, а касније за златара Theo Fennell. Такође је радила као продавачица у продавници Фармацији Santa Maria Novellа, парфимерији и на догађајима за Ралф Лорен. 
Свој први рукопис послала је на адресу неколико књижевних агената, користећи књижевни псеудоним како би се дистанцирала од своје сестре. Само један агент, Jo Frank из A P Watt-а, изразио је интересовање, али то је довело до рата надметања између неколико издавача, а Hodder & Stoughton су јој дали шестоцифрени предујам. 
Монтефјоре објављује најмање један роман годишње од 2001. године. Четири њене књиге смештене су у Аргентини, где је 1989. годину провела предавајући енглески језик.   Њене књиге окарактерисане су као "успешнице читане на плажи", у више од шест милиона примерака у 25 превода. 
Она набраја као своје књижевне утицаје: Грофа од Монте Криста, Александра Диме; Кућу радости Идит Вортон; Габријела Гарсију Маркеса; Мери Весли; Екарта Тола и Дафне ди Морије.  Јако јој је важна и Изабела Аљенде. 
Са супругом је написала серију књига за децу под називом Краљевски зечеви у Лондону, коју објављују Simon & Schuster. 20th Century Fox су купили филмска права и у раној су фази адаптације серије за велико платно.

## Лични живот
Санта Монтефјоре је удата за писца и историчара Симона Себага Монтефјореа. Спојио их је историчар Ендру Робертс, који је мислио да би „били апсолутно савршени једни за друго јер су били једине две особе које је познавао и које су се речи песме Evita могле сетити напамет“. 
 

За њихов брак она каже: 
Себаг и ја одајемо најбоље једно другом. Не бих писала да није било њега, а можда ни он не би писао књиге, јер је био женскарош, увек је јурио девојке, али сада је његов живот у кући стабилан и сређен. Пишемо у истој кући, у одвојеним канцеларијама и он ми помаже око заплета. Мислим да мораш бити тим. Смех је све. Mr. Darcy био би тако досадан да живи са њим - не желите да живите са неким ко стално тиња.
Пар је пријатељ са принцом од Велса и Камилом, војвоткињом од  Корнвола, који су присуствовали њиховом венчању.  Санта Монтефјоре је пријатељ Тиги Лег-Бурк-а  и холандске краљице Максиме . 
Пре брака је прешла на јудаизам.  Венчање је одржано у либералној јеврејској синагоги, са којом је породица њеног супруга повезана генерацијама.
Сибаг и Санта Монтефјоре имају двоје деце, Лили и Сашу.

## Дела
- Meet Me Under the Ombu Tree  (Дрво изгубљених љубавника) (2001) [9]
- The Butterfly Box (Магична кутијица љубави) (2002)
- The Forget-me-not Sonata (2003)
- The Swallow and the Hummingbird  (Ластавица и колибри) (2004)
- The Last Voyage of the Valentina  (Валентинино последње путовање) (2005)
- The Gypsy Madonna (Циганска Мадона) (2006)
- Sea of Lost Love  (Море изгубљене љубави) (2007)
- The French Gardener (Француски баштован) (2008)
- The Italian Matchmaker (Италијански проводаџија) (2009)
- The Affair  (Афера) (2010)
- The Perfect Happiness (Савршена срећа) (2010)
- The House by the Sea  (Кућа поред мора) (2011)
- The Summer House (Летња кућа) (2012)
- Secrets of the Lighthouse (Тајне светионика) (2013)
- Мајчина љубав (2013)
- Пчеларска ћерка (2014)
- Songs of Love and War  (Песме љубави и рата) (2015) (први део трилогије The Deverill Chronicles)
- Daughters of Castle Deverill  (Кћери замка Деверил) (2016) (други део трилогије The Deverill Chronicles)
- Last Secret of the Deverills  (Последња тајна ђавола) (2017) (трећи део трилогије The Deverill Chronicles)
- The Temptation of Gracie  (Искушење Грејси) (2018)
- The Secret Hours  (Тајни сати) (2019)